# ФК Арарат Јереван
Фудбалски клуб Арарат Јереван (јерм. Ֆուտբոլային Ակումբ Արարատ Երևան) јерменски је фудбалски клуб из Јеревана. Основан је 1935. године. Тренутно се такмичи у Премијер лиги Јерменије.

## Успеси
- Првенство Совјетског Савеза:
  - 1973.
- Премијер лига Јерменије:
  - 1993.
- Прва лига Совјетског Савеза:
  - 1965.
- Куп Совјетског Савеза:
  - 1973, 1975.
- Куп Јерменије:
  - 1993, 1994, 1995, 1997, 2008, 2020/21.